# 北本亘
北本 亘（きたもと わたる、1994年4月4日 - ）は、大阪府交野市出身の元プロ野球選手（内野手）。

## 経歴

### プロ入り前
交野市立倉治小学校5年の時に軟式野球を始め、交野市立第二中学校入学後は大阪交野ボーイズでプレーしていた。その後立命館宇治高等学校入学と同時に硬式野球部に入部し、2年時の2011年には春季大会で優勝し、春季近畿大会ベスト4の成績を残したものの同年夏は京都府予選準優勝で甲子園大会への出場はなかった。3年時は低迷し、2013年4月より立命館大学に進学し、硬式野球部へ入部した。2年時に第63回全日本大学野球選手権大会に出場し、以降4年まで3大会連続出場を果たした。3年時には第46回明治神宮野球大会にも出場している。4年時の2016年にプロ志望届を提出し、2017年2月3日に滋賀ユナイテッドベースボールクラブと選手契約を締結した。大学時代は1学年上の桜井俊貴と1学年下東克樹と同僚だった。

### プロ入り後
滋賀入団後は初代キャプテンに就任し、2017年4月8日に皇子山球場で行われた開幕戦でチーム創設初安打を記録した。2018年をもって退団。

### 退団後
地元・交野市内の小学校で教諭として働いている。
2019年2月5日、学生野球資格回復者に認定された。

## 詳細情報

### 年度別打撃成績
| 年 度     | 球 団     | 試 合 | 打 数 | 得 点 | 安 打 | 二 塁 打 | 三 塁 打 | 本 塁 打 | 打 点 | 三 振 | 四 球 | 死 球 | 犠 打 | 犠 飛 | 盗 塁 | 失 策 | 併 殺 打 | 打 率 | 出 塁 率 | 長 打 率 | O P S |
| --------- | --------- | ----- | ----- | ----- | ----- | -------- | -------- | -------- | ----- | ----- | ----- | ----- | ----- | ----- | ----- | ----- | -------- | ----- | -------- | -------- | ----- |
| 2017      | 滋賀      | 70    | 213   | 21    | 62    | 10       | 2        | 0        | 23    | 34    | 16    | 4     | 10    | 1     | 4     | 17    | 3        | .291  | .350     | .357     | .707  |
| 2018      | 滋賀      | 72    | 250   | 31    | 61    | 8        | 1        | 1        | 21    | 55    | 23    | 6     | 1     | 0     | 5     | 11    | 4        | .244  | .323     | .296     | .619  |
| 通算：2年 | 通算：2年 | 133   | 463   | 52    | 123   | 18       | 3        | 1        | 44    | 89    | 39    | 10    | 11    | 1     | 9     | 28    | 7        | .266  | .335     | .324     | .659  |

- 2018年度シーズン終了時

### 背番号
- 8 （2017年 - 2018年）